# FAW-GM
FAW-GM은 중국 지린성 창춘시에 본사를 둔 경상용차 제조 회사이며, 디이 자동차와 제너럴 모터스가 50:50으로 합작 투자한 회사였다.
2019년 제너럴 모터스와 합작 사업을 중단하고 철수했으며, 이후 회사 이름은 FAW 경상용차로 바뀌었고 디이 자동차의 완전 소유가 되었다.

## 차종
FAW-GM은 픽업트럭, 밴, SUV, MPV, 1톤, 2톤, 3톤 화물자동차를 생산하고 러시아, 우크라이나, 멕시코, 베트남에서 반조립 키트를 수출하며 20개국 이상으로 수출하였다. 2011년에 FAW-GM은 새로운 픽업트럭인 쿤쳉을 출시했다.
FAW-GM은 다음 차종을 생산하였다.
- FAW-GM 쿤쳉 픽업 트럭
- 지에팡 1톤 트럭
- 지에팡 2톤 트럭
- 지에팡 3톤 트럭